# Chester Springs
Chester Springs est un secteur non constitué en municipalité situé dans le comté de Chester, dans le Commonwealth de Pennsylvanie, aux États-Unis.